# Terremoti in Italia nell'età moderna
La seguente lista contiene la cronologia dei principali terremoti avvenuti nella regione geografica italiana dal XVI al XVIII secolo.

## XVI secolo
| Data                       | Luogo                                               | Potenza         | Area interessata e Descrizione | Vittime                       | Dettagli                                                   | Mappa |
| -------------------------- | --------------------------------------------------- | --------------- | --- | ----------------------------- | ---------------------------------------------------------- | ----- |
| 5 giugno 1501              | Modenese                                            | (8°-9°)         | Si verificò in prossimità del comune di Castelvetro di Modena, in provincia di Modena | -                             |                                                            |       |
| 23 settembre 1502          | Cuneese (44.50 7.50)                                | (7°-8°)         | Si verificò nella pianura del cuneese in prossimità del comune di Busca, in provincia di Cuneo, e secondo le cronache, quel giorno una scossa a Cuneo fece atterrare molti edifici. | -                             | -                                                          | -     |
| 1502                       | Piana di San Vittorino (42.40 13.00)                | M˪ 5,4 (7°-8°)  | Danni gravi e qualche isolato crollo nei pressi di Cittaducale. | -                             | -                                                          | -     |
| 3 gennaio 1505             | Preappennino Bolognese (44.41 11.25)                | Mʷ 5,7 (8°)     | Diversi danni e qualche crollo nel capoluogo. Altri forti scosse il 31 dicembre 1504 e il 20 gennaio successivo, ma le scosse durarono fino a maggio. | 2                             |                                                            |       |
| 1506                       | Frentania, Abruzzo                                  | -               | Gravi danni ad Ortona dove si registrano tre contrade distrutte e centinaia di morti | Centinaia                     | -                                                          | -     |
| 26 marzo 1511              | Prealpi Friulane orientali (46.29 13.34)            | Mʷ 7,0 (10°)    | Violento terremoto tra Pulfero e la Slovenia causa danni gravissimi e diversi crolli. Oltre 10000 vittime. Tsunami moderato fra le coste del Veneto e del Friuli. Avvertito in tutto il nord Italia e parte del centro. | 10.000 circa                  | dettagli                                                   | -     |
| 29 marzo 1517              | Irpinia                                             | Mᵉ 5,4          | Danni e crolli | Molte decine, forse centinaia | dettagli                                                   | -     |
| 22 ottobre 1541            | Preappennino Piemontese, Valle Scrivia (44.76 8.91) | Mʷ 5,3 (7°-8°)  | L'evento sismico si verificò nel comune di Sardigliano, in provincia di Alessandria. Danni gravi e qualche crollo ad Alessandria e dintorni con anche alcune vittime. Danni rilevanti anche a Stazzano, Novi Ligure e Serravalle Scrivia. | ?                             | -                                                          | -     |
| 10 dicembre 1542           | Monti Iblei (37.25 14.93)                           | Mʷ 6,9 (10-11°) | Violento terremoto (VIII MCS) devasta l'area dalla costa jonica a Caltagirone, la città di Lentini e i dintorni. Migliaia di vittime. | -                             |                                                            |       |
| 13 giugno 1542             | Appennino toscano (44.06 11.36)                     | Mʷ 5,8 (8°-9°)  | Molti crolli e gravi danni nel comune di Scarperia. Danni anche a Firenze. | 150 circa                     | dettagli                                                   | -     |
| 11 maggio 1560             | Barletta e Bisceglie, Puglia                        | VIII Mercalli   | Alcuni crolli e qualche vittima. Risentito, ma senza alcun danno, a Molfetta e Bari. | ?                             | -                                                          | -     |
| 31 luglio e 19 agosto 1561 | Vallo di Diano (40.51 15.53)                        | Mʷ 6,4 (10°)    | Due violenti terremoti colpirono la Lucania campana. Gravi danni e diversi crolli a Polla e dintorni. Oltre 400 vittime | Circa 500                     | dettagli                                                   | -     |
| 1562                       | Reggio Calabria                                     | -               | Una forte scossa sismica fece sprofondare Punta Calamizzi, l'antica foce del Calopinace, privando la città del suo porto naturale | -                             | -                                                          | -     |
| 17 settembre 1563          | Atri, Abruzzo                                       | -               | L'evento sismico è riportato in documenti conservati nella Biblioteca Capitolare. Alle ore 16.00 un forte terremoto fa crollare la cuspide della facciata della cattedrale, che provoca alcuni morti e feriti. Grazie alle grotte sotto la città che smorzano le onde, il terremoto non provoca altri morti | -                             | -                                                          | -     |
| 20 luglio 1564             | Alpi Marittime francesi (44.02 7.28)                | -               | Terremoto disastroso con molte vittime soprattutto sul versante francese. Il sisma di magnitudo 5,8 colpì una vasta area tra la Provenza e il Piemonte, da Venanson e Nizza, fino a Cuneo. La scossa danneggiò molto gravemente, causando crolli e rovine, una decina di località delle Alpi Marittime, che attualmente rientrano nella regione francese di Provence-Côte d’Azur. Nostradamus, cronista coevo, riferisce che le vittime furono tra 800 e 900, di cui 300 nelle prime ventiquattro ore; molti si rifugiarono nelle chiese e perirono per il crollo delle cupole. Il terremoto si propagò ai centri liguri occidentali, da Sanremo, a Taggia, a Porto Maurizio (ora parte di Imperia), con effetti di risentimento avvertiti anche nel cuneese. | ?                             | Dettagli                                                   | -     |
| 17 novembre 1570           | Ferrarese (44.79 11.60)                             | Mʷ 5,6 (7°)     | Epicentro a Ferrara, diversi danni nel capoluogo. | 70-200                        | dettagli                                                   |       |
| 5 novembre 1599            | Valnerina (42.69 13.03)                             | Mʷ 5,9 (8°-9°)  | Gravi danni a Cascia e dintorni. | 40                            | dettagli Archiviato l'11 ottobre 2016 in Internet Archive. | -     |

## XVII secolo
| Data             | Luogo                                                 | Potenza                            | Area interessata e Descrizione | Vittime          | Dettagli | Mappa |
| ---------------- | ----------------------------------------------------- | ---------------------------------- | --- | ---------------- | -------- | ----- |
| 18 marzo 1624    | Argenta (44.43 11.74)                                 | Mʷ 5,86 (9°)                       | Danni gravissimi e diversi crolli. | circa 50         | dettagli |       |
| 4 aprile 1626    | Zona Girifalco (38.82 16.42)                          | Mʷ 6,1 (10°)                       | Forte terremoto con epicentro presso Girifalco il quale fu quasi interamente distrutto e ci furono profonde fenditure nel terreno. Molti centri dell'area furono gravemente danneggiati, soprattutto Arenoso (Caraffa di Catanzaro), Catanzaro, Badolato, Chiaravalle Centrale e Squillace. | 37               | dettagli | -     |
| 30 luglio 1627   | Tavoliere delle Puglie (41.70 15.37)                  | Mʷ 6,9 (11°)                       | Catastrofico terremoto distrugge i comuni di San Severo, Torremaggiore, Apricena, Lesina e San Paolo di Civitate e provoca danni da gravi a gravissimi in un raggio di 60 km. Forte maremoto abbattutosi successivamente sulla costa tra Lesina e San Nicandro Garganico con penetrazione fino a 3 km nell'entroterra. Forti scosse di assestamento nei mesi successivi. | > 4.500          | dettagli |       |
| 10 novembre 1634 | Zona Matera (40.66 16.55)                             | M˪ 5,3 (8°)                        | La frazione di Timmari fu completamente distrutta dal sisma. | -                | -        | -     |
| 27 marzo 1638    | La Sila Catanzarese (39.02 16.31)                     | Mˢ 7,0 (11°)                       | Catastrofico terremoto distrugge i comuni di Conflenti, Platania e Lamezia terme e provoca svariati crolli oltre gravissimi danni ed oltre 10.000 vittime. | > 10.000         | dettagli | -     |
| 8 giugno 1638    | 4 km SW Roccabernarda (KR) (39.12 16.83)              | Mʷ 6,6 (9°-10°)                    | Violento terremoto devasta la Sila orientale e i comuni di Castelsilano e Cerenzia e ha provocato alterazioni geologiche tutt'oggi visibili sul versante orientale silano. | > 1.000          | dettagli | -     |
| 7 ottobre 1639   | Monti Reatini (42.64 13.25)                           | Mʷ 6,2 (9°-10°)                    | Gravissimi danni e molte vittime tra Accumoli, Amatrice, Cittareale e Arquata del Tronto. Terremoto simile a quello del 24 Agosto 2016. | -                | dettagli | -     |
| 5 aprile 1646    | Livorno, Toscana (43.55 10.46)                        | M˪ 5,3 (7°-8°)                     | Danneggiata la città di Livorno. | -                | -        | -     |
| 31 maggio 1646   | Gargano (41.87 15.93)                                 | M˪ 6,3 (9°)                        | Danni e crolli in tutto il Gargano | molte centinaia. | dettagli | -     |
| 30 gennaio 1649  | Zona Messina (38.18 15.50)                            | M˪ 5,5 (8°-9°)                     | Attività sismica parossistica che dura circa due mesi. Crollò la chiesa Madre di Forza d'Agrò. | -                | -        | -     |
| 23 luglio 1654   | Val di Comino (41.70 13.82)                           | Mʷ 6,3 (9°-10°)                    | Violento terremoto provoca gravissimi danni e diversi crolli nella Marsica frusinate. Epicentro a Casalvieri. Oltre 2000 vittime. | > 2.000          | dettagli | -     |
| 5 novembre 1659  | Le Serre (38.70 16.24)                                | Mʷ 6,7 (10°)                       | Violento terremoto tra Filogaso e Monterosso Calabro con svariati crolli e gravi danni. Oltre 1500 vittime. | > 1.500          | dettagli | -     |
| 22 marzo 1661    | Appennino Forlivese (43.95 11.89)                     | Mʷ 5,9 (9°)                        | A seguito del terremoto la torre dell'orologio del Castello viene demolita e ricostruita. | Almeno 250       |          |       |
| 14 aprile 1672   | Rimini                                                | scala MCS scale fra VII e IX grado | a Rimini la maggior parte degli edifici fu danneggiata o distrutta, vittime soprattutto a Tavoleto e Santarcangelo | circa 200        |          |       |
| 30 aprile 1680   | Valle Scrivia, alessandrino (44.69 8.8)               | M˪ 5,1 (7°)                        | Danni nel comune di Gavi. | -                | -        |       |
|                  |                                                       |                                    | |                  |          | -     |
| 11 aprile 1688   | Piana forlivese (44.32 11.90)                         | Mʷ 5,9 (8°-9°)                     | Interessò tutta la bassa Romagna, ma la maggior parte delle vittime fu in città. | più di 50        |          |       |
| 5 giugno 1688    | Monti del Matese (41.32 14.59)                        | Mʷ 6,8 (10°-11°)                   | Violentissimo terremoto distrugge il Sannio al confine con il Molise e Benevento fu quasi rasa al suolo. Svariati crolli e danni molto gravi. | 2.115            | dettagli |       |
|                  |                                                       |                                    | |                  |          | -     |
|                  |                                                       |                                    | |                  |          | -     |
| 11 gennaio 1693  | Golfo di Catania, Mar Ionio Meridionale (37.41 15.14) | Mˢ 7,5( 11°-12°)                   | Catastrofico se non apocalittico terremoto distrugge e affonda l'intera Sicilia sud-orientale. Epicentro tra Sortino e Augusta,ma ci sono ancora dubbi in merito all'epicentro esatto. Oltre 60.000 vittime e distruttivo tsunami si abbatte sulle coste ioniche del Catanese e del Siracusano. Oltre 10.000 vittime a Catania. Gigantesche distruzioni in un raggio di 100 km. | > 60.000         | dettagli |       |
|                  |                                                       |                                    | |                  |          | -     |
| 8 settembre 1694 | Irpinia meridionale (40.89 15.37)                     | Mʷ 6,9 (11°)                       | Violentissimo terremoto rade al suolo Cairano e Calitri,con gravissimi danni e svariati crolli nei dintorni. Oltre 5000 vittime. | > 5.000          | dettagli |       |
| 25 febbraio 1695 | Prealpi Venete orientali (45.96 12.37)                | Mʷ 6,6 (10°)                       | Distruzione e moltissime vittime. | Centinaia        | dettagli | -     |
| 10 giugno 1695   | Val Teverina (42.63 12.18)                            | Mʷ 5,6 (8°-9°)                     | Colpì principalmente la zona compresa fra il Lago di Bolsena e la Val Teverina. A Civita di Bagnoregio crollarono la cattedrale, il palazzo vescovile, il seminario, la chiesa di San Bonaventura e quasi tutte le abitazioni. Fortemente danneggiati furono i paesi limitrofi di Lubriano, Celleno, Civitella d'Agliano e San Michele in Teverina. Crolli e case lesionate a Roccalvecce, Grotte Santo Stefano, Orvieto, Sugano, Porano e Montefiascone. A Grotte di Castro fu danneggiato il campanile della chiesa di San Pietro. Danni di lieve entità anche a Bolsena, Gradoli, Latera, Acquapendente, Civita Castellana, Tuscania, Borghetto, Capodimonte, San Magno. Il Lago di Bolsena, per via di una frana, straripò allagando per circa 3 miglia le campagne rivierasche. Colpita soprattutto la zona di Viterbo e dintorni. Fu parzialmente distrutta Celano, nell'Abruzzo marsicano. | circa 200        |          |       |

## XVIII secolo
| Data                  | Luogo                                                      | Potenza          | Area interessata e Descrizione | Vittime                | Dettagli                                                                 | Mappa |   |
| --------------------- | ---------------------------------------------------------- | ---------------- | --- | ---------------------- | ------------------------------------------------------------------------ | ----- | - |
| 28 luglio 1700        | Prealpi Friulane centrali (46.36 12.97)                    | Mʷ 5,9 (8°-9°)   | Gravemente danneggiato l'abitato di Muina; danneggiata anche Ovaro | -                      | -                                                                        | -     |   |
| 14 marzo 1702         | Appennino campano (41.14 15.03)                            | Mᵉ 4,9 (8°)      | Molti danni in Irpinia e a Benevento | Circa 400              | dettagli                                                                 |       |   |
| 14 gennaio 1703       | Monti Reatini (42.63 13.18)                                | Mʷ 6,5 (10°-11°) | Distrutto quasi del tutto il paese di Avendita nel quale sopravvissero solo 29 abitanti, ed anche il Castello Innocente. Ad Ascoli Piceno il terremoto fu molto intenso ma non causò danni: per lo scampato pericolo fu eretto il Tempietto di Sant'Emidio alle Grotte. Anche Foligno scampò. La scossa venne ben avvertita anche a Roma, dove provocò panico e lesioni in alcuni edifici. Le campane delle chiese della città suonarono da sole e l'allora Papa Clemente XI si radunò in preghiera con i cittadini di ogni classe sociale nei giorni successivi. | 6.000-9.000            |                                                                          |       |   |
| 16 gennaio 1703       | Alta Valle dell'Aterno (42.45 13.27)                       | Mʷ 6,3 (10°)     | Avvertito anche a Roma | -                      | -                                                                        | -     |   |
| 2 febbraio 1703       | Alta Valle dell'Aterno (42.48 13.22)                       | Mʷ 6,6 (10°-11°) | Gravi danni anche a Paganica. Il terremoto provocò danni anche a Roma e il crollo di tre archi del secondo anello del Colosseo. Provocò danni in molte chiese in particolare in San Lorenzo. Portò nel panico i cittadini romani già provati e riuniti in preghiera dopo i terremoti del 14 e 16 gennaio. | Oltre 6.000            | dettagli                                                                 | -     |   |
| 1704                  | Ispica, Ragusa                                             | -                | Danneggiata la chiesa della SS. Annunziata | -                      | -                                                                        | -     |   |
| 3 novembre 1706       | Maiella (42.07 14.07)                                      | Mʷ 6,7 (11°)     | Danneggiati l'Abruzzo e il Molise. Si verificò la distruzione di moltissime costruzioni nella città di Sulmona, tra le quali numerose chiese | Circa 2.400            | dettagli                                                                 | -     |   |
| 27 giugno 1719        | Alta Valnerina (42.90 13.04)                               | M˪ 5,4 (8°)      | Danni e forse alcune vittime. | ?                      | dettagli                                                                 | -     |   |
| 1º settembre 1726     | Golfo di Palermo,Mar Tirreno Meridionale (38.16 13.44)     | Mʷ 5,8 (8°-9°)   | Gravi danni in tutta la città, crollano interamente alcuni quartieri e tutti gli edifici subirono lesioni più o meno gravi. Alcuni leggeri danni anche a Trapani | 250                    | -                                                                        | -     |   |
| 6 gennaio 1727        | Val di Noto (36.91 15.06)                                  | Mʷ 5,7 (7°-8°)   | Gravemente danneggiata la basilica di Santa Maria Maggiore | -                      | -                                                                        | -     |   |
| 12 maggio 1730        | Valnerina (42.74 13.09)                                    | Mʷ 5,8 (8°-9°)   | Avvertito anche nelle Marche, Abruzzo e Lazio. 500 feriti | Oltre 200              | -                                                                        | -     |   |
| 20 marzo 1731         | Tavoliere delle Puglie (41.27 15.58)                       | Mʷ 6,4 (10°)     | Sciame sismico distrugge quasi totalmente la città di Foggia e colpisce il resto della Capitanata e la parte settentrionale della Terra di Bari (Barletta, Canosa di Puglia e Molfetta) | oltre 2.000            | dettagli                                                                 |       |   |
| 29 novembre 1732      | Irpinia centrale (41.08 15.05)                             | Mᵉ 6,7 (10°-11°) | Colpì un'area che andava da Napoli a Melfi, con effetti maggiormente disastrosi in Irpinia. Circa 20 comuni furono interamente distrutti ed effetti distruttivi più o meno gravi coinvolsero 67 paesi. Forti scosse anche l'anno seguente | 1.942 (approssimativi) | dettagli                                                                 |       |   |
| 24 aprile 1741        | Valle dell'Esino (43.37 12.93)                             | Mʷ 6,4 (10°)     | Colpì le Marche centro-settentrionali. Gli effetti più disastrosi si ebbero nel Fabrianese e in alcune località della media valle dell’Esino: a Fabriano crollarono circa 40 case e altri 800 edifici rimasero più o meno gravemente lesionati; inoltre crollarono o furono seriamente danneggiate la rocca, la cattedrale, quasi tutte le chiese e i conventi, a Serra San Quirico ci fu un’elevata percentuale di crolli, mentre i vicini villaggi di Sasso e Mergo furono quasi distrutti. Il terremoto Distrusse un’area molto estesa, comprendente circa cento località distribuite su quasi tutto il territorio marchigiano (da Pesaro, Urbino e Urbania fino a Macerata, San Ginesio, Camerino, Matelica e Ancona) e anche in Umbria, in particolare a Gubbio, Valfabbrica, Foligno, Perugia e Bevagna. Distrusse, tra l'altro, una parte del campanile della chiesa di San Bernardino a Urbino. La scossa fu avvertita in un’area vastissima, estesa a nord fino al Friuli e alla Lombardia, e verso sud fino alla Puglia. | -                      | - dettagli. - INGV. - Leggi anche la "Distinta relazione" su Wikisource. | -     | - |
| 27 gennaio 1742       | Zona Livorno (43.48 10.47)                                 | M˪ 5,2 (7°)      | - | -                      | -                                                                        | -     |   |
| 20 febbraio 1743      | Mar Ionio Meridionale (39.86 18.77)                        | Mˢ 7,0 (9°-10°)  | Terremoto che distrusse in buona parte la città di Nardò e di Francavilla Fontana | 112 (solo a Nardò)     | dettagli                                                                 | -     |   |
| 17 aprile 1747        | Zona Gualdo Tadino (43.22 12.78)                           | Mʷ 5,9 (8°-9°)   | Provocò crolli e danni abbastanza gravi | Almeno 1               | -                                                                        | -     |   |
| 27 luglio 1751        | Val Cucco (43.27 12.76)                                    | Mʷ 6,0 (8°-9°)   | Gravemente danneggiata la città di Gualdo Tadino che perde le sue caratteristiche tardo-medievali | -                      | -                                                                        | -     |   |
| 9 marzo 1753          | Piemonte, Val Chisone, provincia di Torino (44.94 7.18)    | M˪ 5,2 (6°-7°)   | Questa forte scossa interessò centri di grande importanza strategica come Pinerolo, Perosa e Fenestrelle. Il terremoto spaventò molto la popolazione, ma non fece vittime in modo diretto. I danni riguardarono prevalentemente caduta di tetti, di comignoli, di qualche muro esterno, in particolare alle strutture militari fortificate. Il periodo sismico fu caratterizzato da una lunga serie di scosse che si protrassero fino alla prima metà di maggio e molte persone dimorarono all'aperto per 3 mesi; una forte ripresa dell’attività sismica si ebbe, in seguito, nei primi giorni del mese di agosto. La scossa fu avvertita anche a Gap, Chambery in Francia e persino a Ginevra in Svizzera. | Alcune (indirette)     | Dettagli                                                                 | -     |   |
| 6 agosto 1757         | Mar Ionio Meridionale (37.12 15.29)                        | M˪ 5,5 (8°)      | - | -                      | -                                                                        | -     |   |
| 6 ottobre 1762        | Valle dell'Aterno (42.28 13.60)                            | Mʷ 6,0 (9°-10°)  | Quasi interamente distrutta Poggio Picenze | Circa 500              | -                                                                        | -     |   |
| 26 maggio 1767        | Piemonte, Valli di Lanzo, provincia di Torino (45.27 7.50) | M˪ 5,1 (7°)      | Questo forte sisma si verificò alle ore 19:24 locali con l'epicentro tra i comuni di Lanzo Torinese e Balangero, nel torinese. Colpì la Valle di Lanzo, nel Piemonte occidentale. A Lanzo Torinese la scossa causò il crollo di alcune case, a Balangero la caduta delle mura di un vecchio castello e in un altro paese, di cui le fonti non fanno il nome, il crollo della volta di una chiesa. La scossa fu avvertita senza danni a Torino. Il colle di Santa Cristina, nella valle omonima, fu visto "ondeggiare e fumare". | -                      | -                                                                        | -     |   |
| 19-20 ottobre 1768    | Appennino forlivese (43.96 11.82)                          | Mʷ 5,8 (8°-9°)   | Gravi danni | -                      | [ 8 ]                                                                    | -     |   |
| 8 gennaio 1771        | Livorno                                                    | M˪ 5,0 (6°-7°)   | - | -                      | -                                                                        | -     |   |
| 3 giugno 1781         | Appennino Marchigiano (43.57 12.56)                        | Mʷ 6,3 (10°)     | Due fortissime scosse a distanza di circa 10 minuti l'una dall'altra. Il massimo danneggiamento si ebbe nell'area di Piobbico e Cagli. Vedi le due relazioni su Wikisource. | -                      |                                                                          |       |   |
| 5 febbraio 1783       | Pre-Aspromonte (38.30 15.98)                               | Mˢ 7,1 (11°)     | Un terremoto di due minuti distrusse o danneggiò gravemente gli edifici di Messina, Reggio e di centinaia di paesi nell'area dello Stretto e della Calabria centro-meridionale. Scosse anche il 6 e 7 febbraio, il 1 e 28 marzo. | 50.000                 | dettagli                                                                 | -     |   |
| 1785                  | Bassa Valtiberina (42.60 12.78)                            | M˪ 5,5 (9°)      | Un terremoto distrugge la chiesa di Santa Maria di Momentana alle pendici della collina di Monterchi, dalla quale viene recuperato l'affresco della Madonna del parto di Piero della Francesca | -                      | -                                                                        | -     |   |
| 10 marzo 1786         | Piana di Patti (38.07 15.04)                               | Mʷ 6,3 (10°)     | Violento terremoto con epicentro nel Golfo di Patti. Crolli e gravi lesioni a Patti, San Piero Patti, Tindari, Naso, Milazzo. Leggeri danni anche a Messina | -                      | -                                                                        | -     |   |
| 1786                  | L'Aquila, Abruzzo                                          | VIII Mercalli    | - | -                      | -                                                                        | -     |   |
| 30 settembre 1789     | Valle del Tevere (43.53 12.19)                             | Mʷ 5,9 (9°-10°)  | Diversi danni. Crollo di tetti, con conseguente sfondamento di volte e solai e perdita di coesione delle pareti. Molte le vittime. Sequenza sismica di una decina di giorni | Circa 500              | -                                                                        | -     |   |
| 1791                  | Valle dell'Aterno (42.29 13.36)                            | M˪ 5,5 (8°)      | - | -                      | -                                                                        | -     |   |
| 11 ottobre 1791       | Zona Foligno (42.94 12.71)                                 | M˪ 5,4 (7-8°)    | Lesioni e ulteriori crolli agli edifici già colpiti dal terremoto del 1789 | -                      | -                                                                        |       |   |
| 12 giugno 1794        | Irpinia centro-settentrionale (41.03 15.07)                | Me 5,2 (7-8°)    | - | -                      | [ 10 ]                                                                   | -     |   |
| 1° - 15 febbraio 1796 | Valle del Tevere* (43.52 12.02)                            | M˪ 5,2 (7°)      | Oltre trenta scosse colpiscono Arezzo e i luoghi vicini per quindici giorni. La scossa più violenta si registra alle due del mattino del 5 febbraio. Osservazione di luci telluriche. | -                      | dettagli                                                                 | -     |   |
| 26 maggio 1798        | Basso Senese (43.27 11.41)                                 | M˪ 5,3 (7°-8°)   | Una forte scossa di terremoto alle ore 13.10 provoca alcune vittime e numerosi danneggiamenti agli edifici della città di Siena, incluso il Duomo | -                      | -                                                                        | -     |   |
| 28 luglio 1799        | Monti Azzurri (43.15 13.06)                                | Mʷ 6,1 (9°-10°)  | Tre scosse di forza crescente, intorno alle ore 14, 19 e 23, causarono gravissimi danni nell'area compresa tra Camerino, Sarnano, Cessapalombo e San Ginesio. Cessapalombo fu quasi distrutta; quasi altrettanto gravi furono i danni in altri 6 paesi. Repliche di minore energia nella notte e sempre più lievemente fino al mese di settembre | 100 circa              | -                                                                        | -     |   |